# Kourni
Kourni (auch: Kourmi, Kourny) ist eine Landgemeinde im Departement Kantché in Niger.

## Geographie

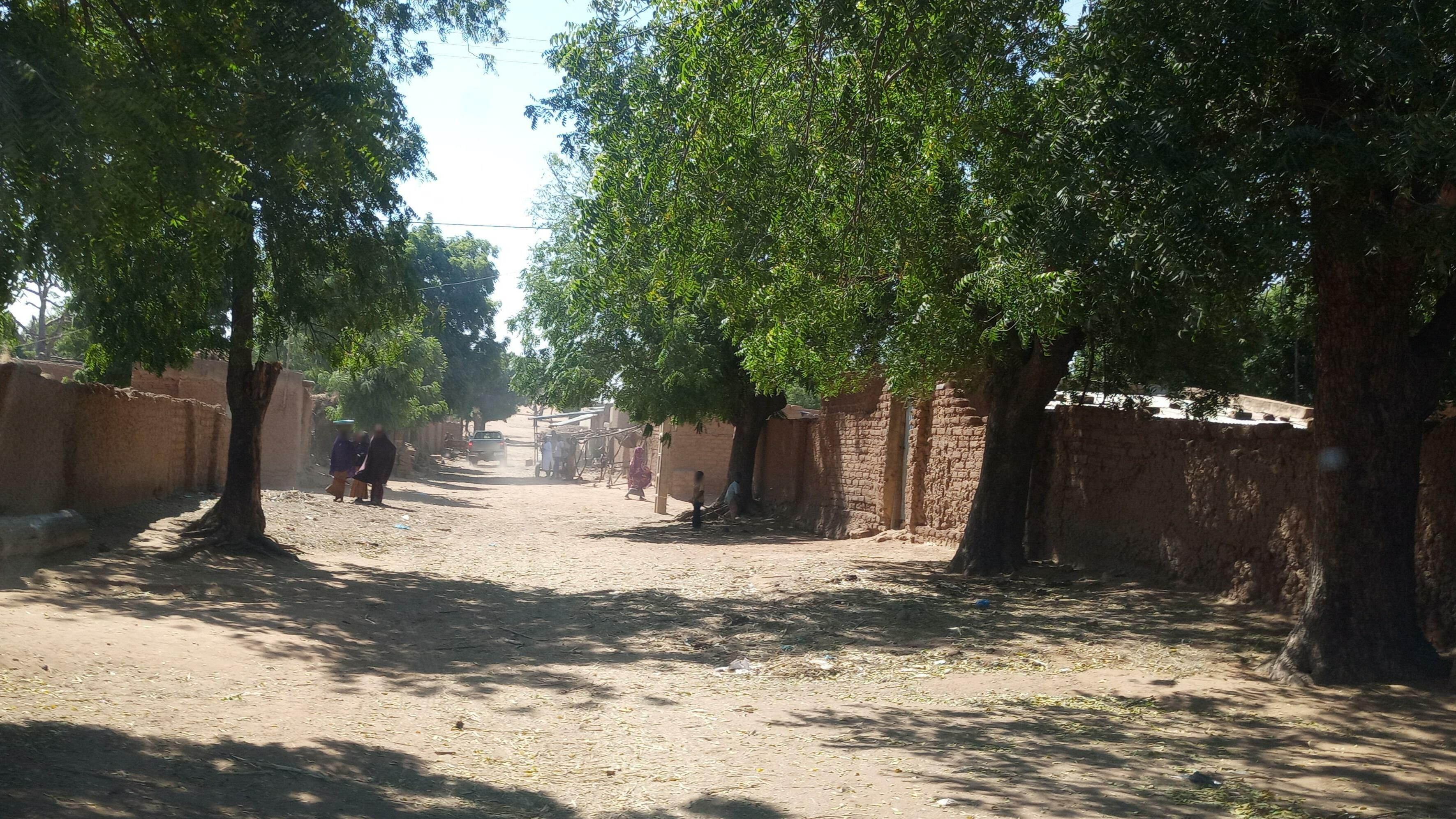
Eine Straße im Gemeindehauptort Kourni (2023)

Kourni liegt in der Großlandschaft Sudan. Die Nachbargemeinden sind Tsaouni im Norden, Matamèye im Nordosten, Yaouri im Osten, Sassoumbroum im Süden und Dan-Barto im Westen. Bei den Siedlungen im Gemeindegebiet handelt es sich um 30 Dörfer und 70 Weiler. Zusätzlich erhebt Kourni Anspruch auf den Weiler Mursugunu Peulh in der Nachbargemeinde Sassoumbroum. Der Hauptort der Landgemeinde ist das Dorf Kourni. Es liegt auf einer Höhe von 467 m. Ein weiteres größeres Dorf ist Doundou.

## Geschichte

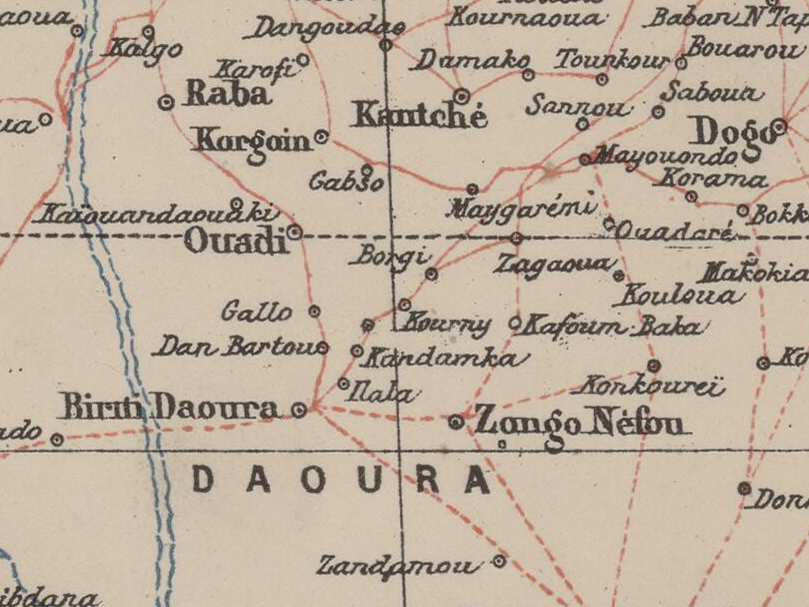
Ausschnitt einer Karte von 1903 mit Kourni (Kourny) im Zentrum

Die Landgemeinde Kourni ging 2002 im Zuge einer landesweiten Verwaltungsreform aus einem Teil des Kantons Kantché hervor. Der staatliche Stromversorger NIGELEC elektrifizierte den Hauptort im Jahr 2013.

## Bevölkerung
Bei der Volkszählung 2012 hatte die Landgemeinde 28.872 Einwohner, die in 4482 Haushalten lebten. Bei der Volkszählung 2001 betrug die Einwohnerzahl 20.411 in 3168 Haushalten.
Im Hauptort lebten bei der Volkszählung 2012 1405 Einwohner in 271 Haushalten, bei der Volkszählung 2001 925 in 144 Haushalten und bei der Volkszählung 1988 1285 in 194 Haushalten.
In Kourni leben Angehörige der vor allem Agropastoralismus betreibenden Fulbe-Untergruppe Daourawa.

## Politik
Der Gemeinderat (conseil municipal) hat 12 gewählte Mitglieder. Mit den Kommunalwahlen 2020 sind die Sitze im Gemeinderat wie folgt verteilt: 5 PNDS-Tarayya, 4 RDR-Tchanji, 2 CPR-Inganci und 1 RPP-Farilla.
Jeweils ein traditioneller Ortsvorsteher (chef traditionnel) steht an der Spitze von 23 Dörfern in der Gemeinde, darunter dem Hauptort.

## Wirtschaft und Infrastruktur

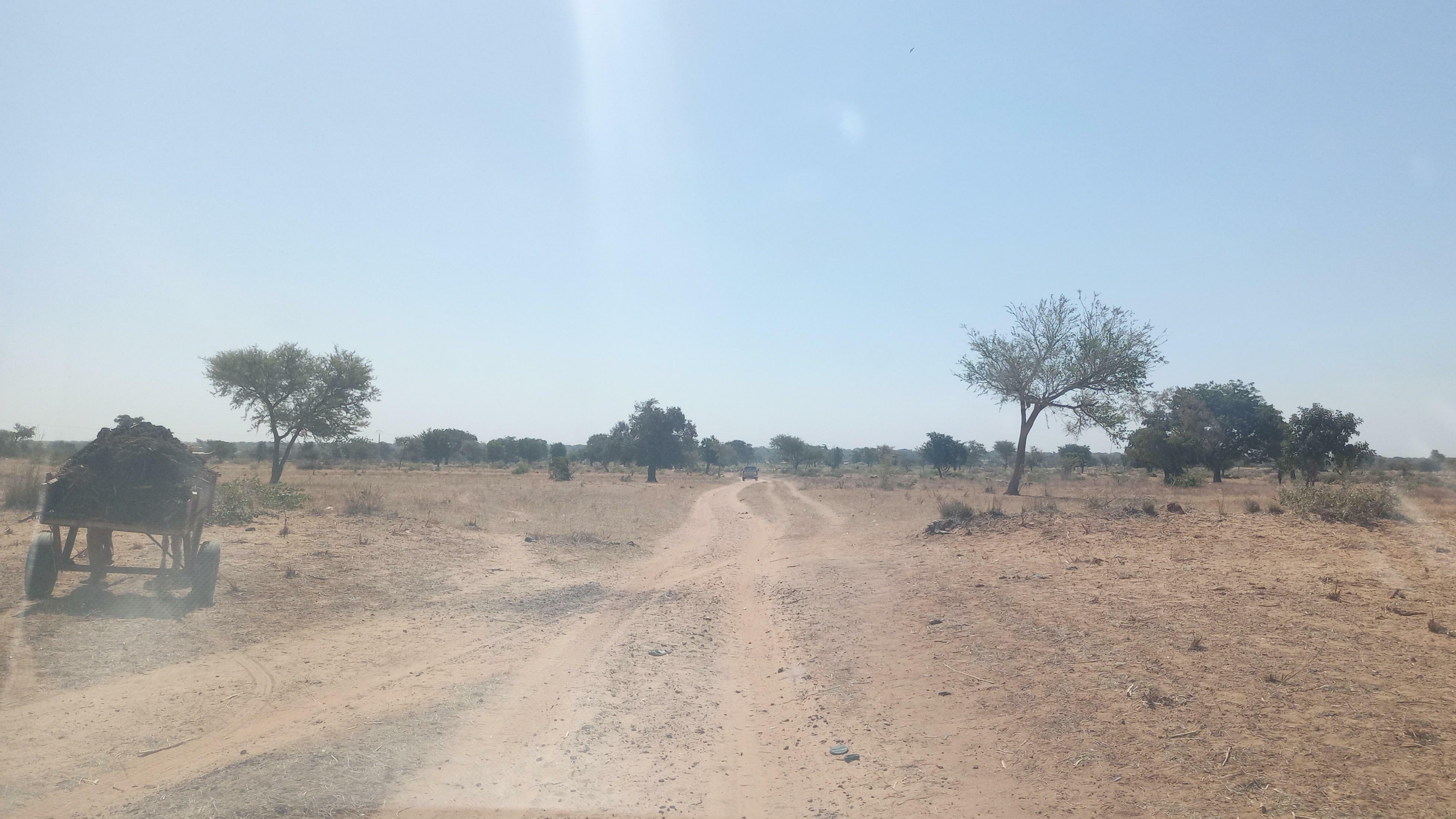
Landschaft in der Gemeinde Kourni (2023)

Die Gemeinde liegt in jener schmalen Zone entlang der Grenze zu Nigeria, die von Tounouga im Westen bis Malawa im Osten reicht und in der Bewässerungsfeldwirtschaft für Cash Crops betrieben wird. Im Hauptort wird ein Markt abgehalten. Dort ist auch ein Gesundheitszentrum des Typs Centre de Santé Intégré (CSI) vorhanden. Das Berufsausbildungszentrum Centre de Formation aux Métiers de Kourni (CFM Kourni) bietet Lehrgänge in Landwirtschaftsmechanik und Schneiderei an.